# Шалеюв-Дольни
Шалеюв-Дольни (пол. Szalejów Dolny, нім. Niederschwedeldorf) — село в Польщі, у гміні Клодзко Клодзького повіту Нижньосілезького воєводства.
Населення — 677 осіб (2011).
У 1975-1998 роках село належало до Валбжиського воєводства.

## Демографія
Демографічна структура станом на 31 березня 2011 року:
|          | Загалом | Допрацездатний вік | Працездатний вік | Постпрацездатний вік |
| -------- | ------- | ------------------ | ---------------- | -------------------- |
| Чоловіки | 346     | 78                 | 242              | 26                   |
| Жінки    | 331     | 55                 | 207              | 69                   |
| Разом    | 677     | 133                | 449              | 95                   |